# Ulica Jana Baptysty Quadro w Poznaniu
Ulica Jana Baptysty Quadro – uliczka wewnątrz zabudowy śródrynkowej Starego Rynku w Poznaniu. Powstała w XIV wieku jako jedna z alejek pomiędzy straganami na placu targowym. Żadna z posesji otaczających uliczkę nie jest na nią adresowana – wszelka zabudowa numerowana jest pod adresem Starego Rynku. Uliczka na co dzień używana sporadycznie rozkwita na czas Jarmarku Świętojańskiego.

## Zabudowa
Uliczkę na znacznej długości okalają modernistyczne budynki wybudowanego w 1963 roku gmachu Wielkopolskiego Muzeum Wojskowego na miejscu dawnych sukiennic oraz budynku arsenału z 1962 roku, który mieści dziś Galerię Miejską Arsenał i fotoplastykon. U południowego wylotu ulicy znajduje się Figura św. Jana Nepomucena, a na przecięciu z uliczką Różany Targ Studzienka Bamberki. Na północnym końcu ulicę otaczają gmachy ratusza i wagi miejskiej.

## Patron
Patronem ulicy jest Giovanni Battista di Quadro – włosko-polski architekt renesansowy, architekt miejski Poznania w latach 1552–1562 i autor m.in. renesansowej przebudowy poznańskiego ratusza.